# Enbacka och Mora
Enbacka och Mora – miejscowość (tätort) w Szwecji, w regionie administracyjnym (län) Dalarna, w gminie Säter.
Według danych Szwedzkiego Urzędu Statystycznego liczba ludności wyniosła: 1899 (31 grudnia 2015), 1579 (31 grudnia 2018) i 1580 (31 grudnia 2019).